# Supercopa Sudamericana 1994
VII Supercopa Sudamericana 1994

## 1/8 finału (7.09i29.09)
Club Olimpia –  Cruzeiro EC 2:0 i 0:4

 CR Flamengo –  Estudiantes La Plata 0:0 i 0:2

 Santos FC –  Independiente 1:0 i 0:4

 Grêmio –  Racing Club 1:1 i 2:1

 Atlético Nacional –  São Paulo 0:2 i 1:1

 CSD Colo-Colo –  Argentinos Juniors 4:1 i 1:1

 River Plate –  Club Nacional de Football 2:2 i 1:0

 Peñarol –  Boca Juniors 1:0 i 1:4
1. 1:0 Bengoechea
2. Aguilera – Da Silva, Carranza, Pico, Fabbri

## 1/4 finału (5.10i12.10)
Estudiantes La Plata –  Cruzeiro EC 1:0 i 0:3

 Grêmio –  Independiente 1:1 i 0:2

 CSD Colo-Colo –  São Paulo 2:1 i 1:4

 River Plate –  Boca Juniors 0:0 i 1:1, karne 4:5
1. 0:0
2. Francescoli – Carranza

## 1/2 finału (19.10i26.10)
Cruzeiro EC –  Independiente 1:0 i 0:4

 Boca Juniors –  São Paulo 2:0 i 0:1
1. 1:0 Carranza, 2:0 Márcico k
2. 0:1 Ciao

## FINAŁ
Boca Juniors –  Independiente 1:1 i 0:1
3 listopada 1994 Buenos Aires? (?)

 Boca Juniors –  Independiente 1:1(1:0)

Sędzia: Roberto Ruscio (Argentyna)

Bramki: Martinez / Rambert

Boca Juniors: Navarro Montoya – Vivas, Gamboa, Fabbri, Mac Allister, Acuca, Mancuso, Marcico, Carranza, Martinez (Carrizo), Da Silva (Trellez)

Independiente: Islas – Craviotto, Arzano, Serrizuela, Rios, Cagna, Perez, Garnero, Lopez (Gareca), Usuriaga (Parodi), Rambert
9 listopada 1994 Avellaneda? (?)

 Independiente –  Boca Juniors 1:0(0:0)

Sędzia: Francisco Lamolina (Argentyna)

Bramki: Rambert / –

Independiente: Islas – Craviotto (Gordillo), Arzeno, Serrizuela, Rios, Cagna, Perez, Garnero, Lopez, Usuriaga (Cascini), Rambert

Club Atlético Boca Juniors: Navarro Montoya – Vivas, Gamboa, Fabbri, Mac Allsiter, Acuna, Carrizzo (Pico), Marcico, Carranza (Trellez), Martinez, Da Silva

## Klasyfikacja strzelców bramek
| Gole | Piłkarz           | Klub          |
| ---- | ----------------- | ------------- |
| 5    | Sebastian Rambert | Independiente |
| 4    | Albeiro Usuriaga  | Independiente |